# Husk
Husk, il cui vero nome è Paige Elisabeth Guthrie, è un personaggio dei fumetti creato da Chris Claremont (testi) e Jackson Guice (disegni), pubblicato dalla Marvel Comics. Apparsa per la prima volta sulle pagine di New Mutants (prima serie) n. 42 (agosto 1986), come sorella di Cannonball. Come mutante col nome di Husk, il personaggio è stato sviluppato da Fabian Nicienza e Tony Daniel debuttando sulle pagine di X-Force (prima serie)
n. 32 (marzo 1994); ma fu maggiormente elaborato e definito sia nella personalità che nei poteri dagli autori di Generation X, Scott Lobdell e Chris Bachalo.

## Biografia del personaggio

### Origini
Paige Guthrie nacque in una grande famiglia del Kentucky che lavorava nel campo delle estrazioni minerarie. Suo padre morì quando lei era poco più di una bambina e una volta adolescente, scoprì di essere una mutante con il potere di cambiare composizione della pelle in qualsiasi materiale desideri solamente strappandosela via. Tempo dopo, assieme ad altri giovani mutanti venne minacciata dagli alieni Phalanx e salvata da Banshee ed Emma Frost. Con l'approvazione di Xavier, i due diedero vita alla Massachusetts Academy e le proposero di farne parte; Paige divenne così anche uno dei membri di Generation X, team di adolescenti mutanti legato agli X-Men, dove si guadagnò la reputazione di "maniaca del lavoro" cercando costantemente di provare di essere adatta al team ufficiale. Cominciò anche una turbolenta relazione con il suo compagno di squadra Chamber, e prima dello scioglimento del gruppo divenne un'esperta di computer e sviluppò un forte interesse per i problemi ambientali. Assieme a Jubilee e Monet, partì per la Parigi dove s'arruolò nei ranghi degli X-Corps guidati da Banshee per tenere d'occhio il suo ex-mentore di nuovo dedito all'alcolismo.

### X-Men
Lasciatasi alle spalle la controversa avventura parigina, fu promossa ad X-Man come recluta nella squadra di Nightcrawler. Durante la prima missione ufficiale contro i lupi-mutanti guidati Maximus Lobo rimase in fin di vita a causa delle ferite riportare e guarita completamente dal sangue gurativo di Arcangelo con il quale cominciò una controversa relazione, essendo lui uno dei membri anziani del gruppo e lei da poco maggiorenne. Poco prima che il mondo fosse sconvolto dall'operato di Scarlet, i due presero un permesso dagli X-Men e si recarono a Zanzibar dove Warren fondò un'associazione di aiuto ai mutanti chiamata Muntantes Sans Frontiéres, e aiutarono a fermare un colpo di Stato all'interno del paese.
Dopo House of M e la decimazione, Paige fu una dei pochi mutanti a conservare i poteri e rimase allo Xavier Institute dove aiutò i 198 a ritornare ad una vita quasi normale. Quando suo fratello Jay venne ucciso da William Stryker e i Purificatori, assistette al funerale con la madre e gli altri fratelli.

### Divisi resistiamo
Dopo lo scioglimento degli X-Men, Sam ritorna in Kentucky dove Paige risiede con la famiglia. Preso il fratello all'aeroporto su sua insistenza lo accompagna in uno dei bar della cittadina dove risiede la famiglia Guthrie. Dopo aver bevuto qualche bicchiere Sam attacca briga con uno dei membri dei Cabot, loro famiglia rivale: finita la piccola rissa che aveva scatenato, dichiara di aver perso la fede negli ideali degli X-Men e vola via lasciando Paige a porsi delle domande circa le sue condizioni psicofisiche.
Giunta a San Francisco per fermare l'invasione aliena, assieme ad Angelo Husk distrugge una delle unità mobili terrestri guidate dagli Skrull. Durante lo scontro, i due flirtano lasciando intendere di non essere più una coppia anche se sembra rimasta una certa attrazione.

## Poteri e abilità
Paige ha l'abilità mutante di strappare la sua pelle e cambiare lo strato sottostante in qualsiasi materiale voglia. Può assumere le fattezze di qualsiasi materiale solido abbia studiato, come l'adamantio, il diamante, il granito, il legno, la gomma, il mattone e anche il vetro. Può inoltre mimetizzarsi con il materiale presente nell'ambiente circostante. Nella continuity Era di Apocalisse, Husk era capace di mutare in sostanze liquide, inclusi acidi, o acciai organici, e di trasformare solamente una parte del suo corpo (la mano e l'avambraccio diventavano un'affilata lama). Quando Paige muta in una nuova forma, assume particolari caratteristiche o qualità come un aumento di peso, di forza o l'invulnerabilità. Grazie al suo potere può rigenerare ferite superficiali strappando via l'epidermide, tuttavia le ferite più profonde permangono; può rimanere in una particolare forma solamente per circa un'ora, dopodiché deve necessariamente ritornare a quella di partenza. Quando Paige strappa via il primo strato di epidermide, strappa via anche i suoi vestiti, e ciò le causa non poche difficoltà nel momento in cui deve ritornare allo stato di partenza, visto che si ritrova regolarmente nuda.

## Altre versioni

### Era di Apocalisse
Nella continuity dell'era di Apocalisse, Paige è un membro di Generation Next. Insieme con i suoi fratelli Elizabeth e Sam, viene reclutata da Mr. Sinistro ma al contrario degli altri due, Paige declina l'offerta per unirsi alla Elite Mutant Force, che supportava la causa di Magneto. In questa realtà, Paige ha una relazione con Chamber, e un tale controllo sui suoi poteri da poter mutare forma sia in stato liquido che in stato gassoso.
Dopo alcuni avvenimenti, Paige fu creduta morta come tutti gli altri membri di Generation Next. Invece, fu ritrovata da Mr. Sinistro che una volta fattole il lavaggio del cervello la infiltrò, con il nome in codice di Xorn, nel gruppo degli X-Men per rapire il figlio di Magneto e Rogue, Charles Lensherr. Dopo aver rivelato la sua vera identità, si scontrò, insieme con i suoi fratelli contro gli X-Men, e fu uccisa da Kirika, la figlia di Wolverine.

## Altri media

### Cinema
Nel film X-Men 2, il nome di Paige, insieme a quello del fratello Sam, appare nella lista di mutanti che Mystica sfoglia nell'ufficio di William Stryker.

### Televisione
Nel film per la televisione Generation X, il personaggio di Paige fu rimpiazzato da quello di Buff, una ragazza bionda superforzuta, a causa del costo esorbitante richiesto per l'animazione dei suoi poteri.

#### Animazione
Paige compare in un episodio di Insuperabili X-Men.